# 张映雪
张映雪（1916年—2011年），原名之淮，男，汉族，山西夏县人，中国画家，曾任天津市文联主席，中国美术家协会理事。